# Nina Fout
Nina Fout, född den 23 juni 1959 i Washington, District of Columbia, är en amerikansk ryttare.
Hon tog OS-brons i lagtävlingen i fälttävlan i samband med de olympiska ridsporttävlingarna 2000 i Sydney.